# Zadní Zborovice
Zadní Zborovice jsou vesnice, část obce Třebohostice v okrese Strakonice v Jihočeském kraji. Nachází se asi půl kilometru jihozápadně od Třebohostic. Prochází zde silnice II/139. Je zde evidováno 72 adres. V roce 2011 zde trvale žilo 150 obyvatel.
Zadní Zborovice jsou také název katastrálního území o rozloze 4,23 km².

## Historie
První písemná zmínka o vesnici pochází z roku 1538.

## Obyvatelstvo
| Rok            | 1869 | 1880 | 1890 | 1900 | 1910 | 1921 | 1930 | 1950 | 1961 | 1970 | 1980 | 1991 | 2001 | 2011 | 2021 |
| -------------- | ---- | ---- | ---- | ---- | ---- | ---- | ---- | ---- | ---- | ---- | ---- | ---- | ---- | ---- | ---- |
| Počet obyvatel | 357  | 366  | 326  | 335  | 347  | 362  | 314  | 261  | 253  | 211  | 156  | 133  | 146  | 150  | 171  |
| Počet domů     | 55   | 57   | 59   | 60   | 60   | 61   | 61   | 60   | 60   | 53   | 50   | 62   | 62   | 67   | 68   |

## Obecní správa
Při sčítání lidu v letech 1850–1959 Zadní Zborovice byly samostatnou obcí v okrese Strakonice. Od roku 1960 jsou částí obce Třebohostice v okrese Strakonice.

## Pamětihodnosti
- Kostel svaté Ludmily.
- Poblíž kostela se nachází udržovaný zdobný kříž na vysokém kamenném dříku.
- Kamenný pomník padlým v I. a II. světové válce je také umístěný u kostela. V horní části pomníku je tento nápis: 1914–1918 K. KOČÁR, V. KLEČKA, F. ŠILHAN, K. KAŠPAR, K. KAŠPAR, V. HRABA, J. FRANTA, J. VADLEJCH, K. SLAVÍK, K. ŠILHAN. Jsou zde umístěné podobenky padlých v oválném rámečku. V spodní části je nápis : NAŠIM PADLÝM VOJÍNŮM VĚNUJÍ ČEŠTÍ AMERIČANÉ ZA SOUČINOSTI SBORU DOB. HASIČŮ. Spodní část pomníku je věnována padlým spoluobčanům v II. světové válce. Je zde tento nápis: OBĚTI NACISMU 1939–1945 FRANTIŠEK JÁRA NAR. 1918 UMUČEN V TEREZÍNĚ 1943 JAROSLAV KLECAN NAR. 1914 POPRAVEN V BERLÍNĚ 1943.[10]
- Socha světce se nalézá také poblíž kostela.

## Galerie

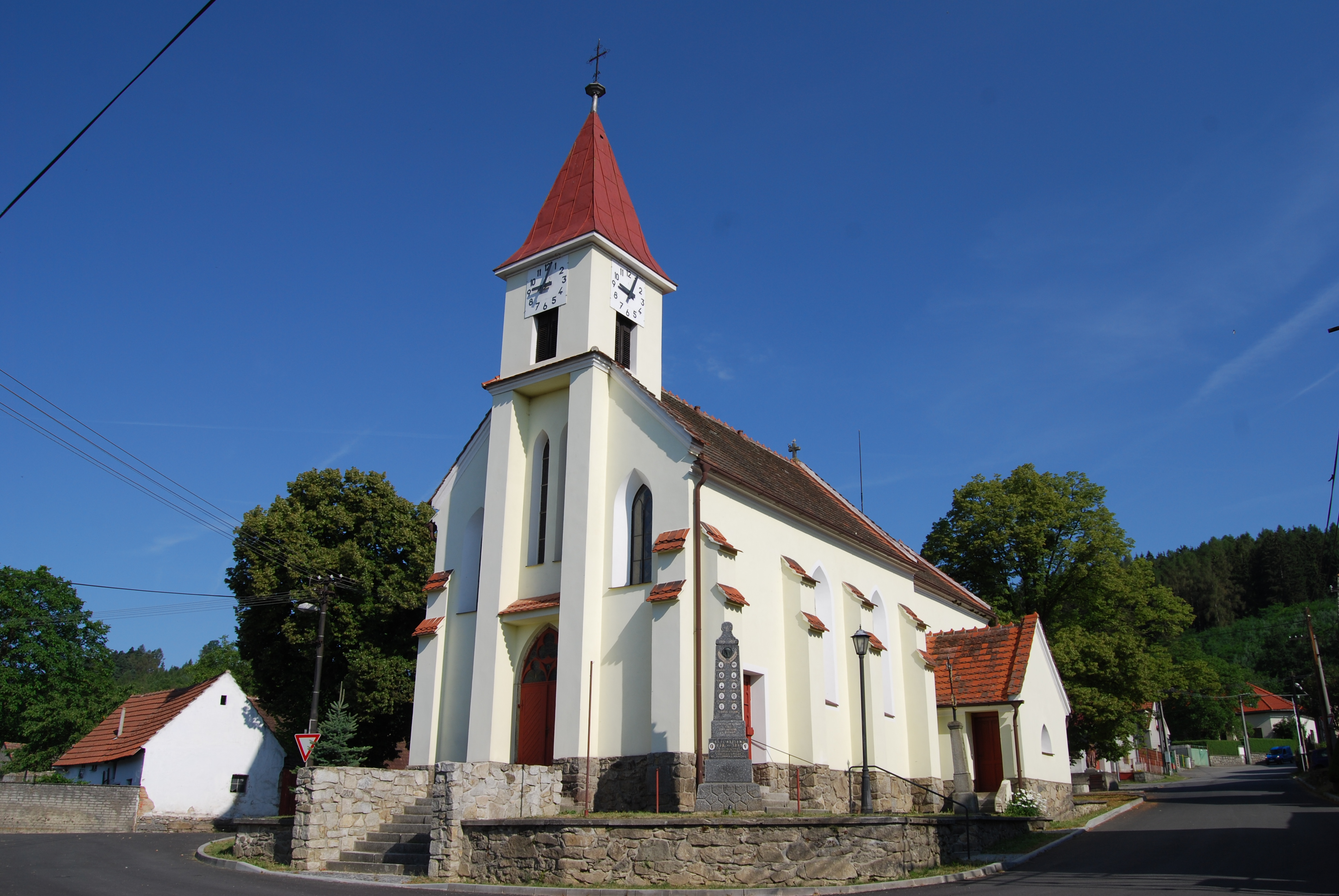
Kostel svaté Ludmily
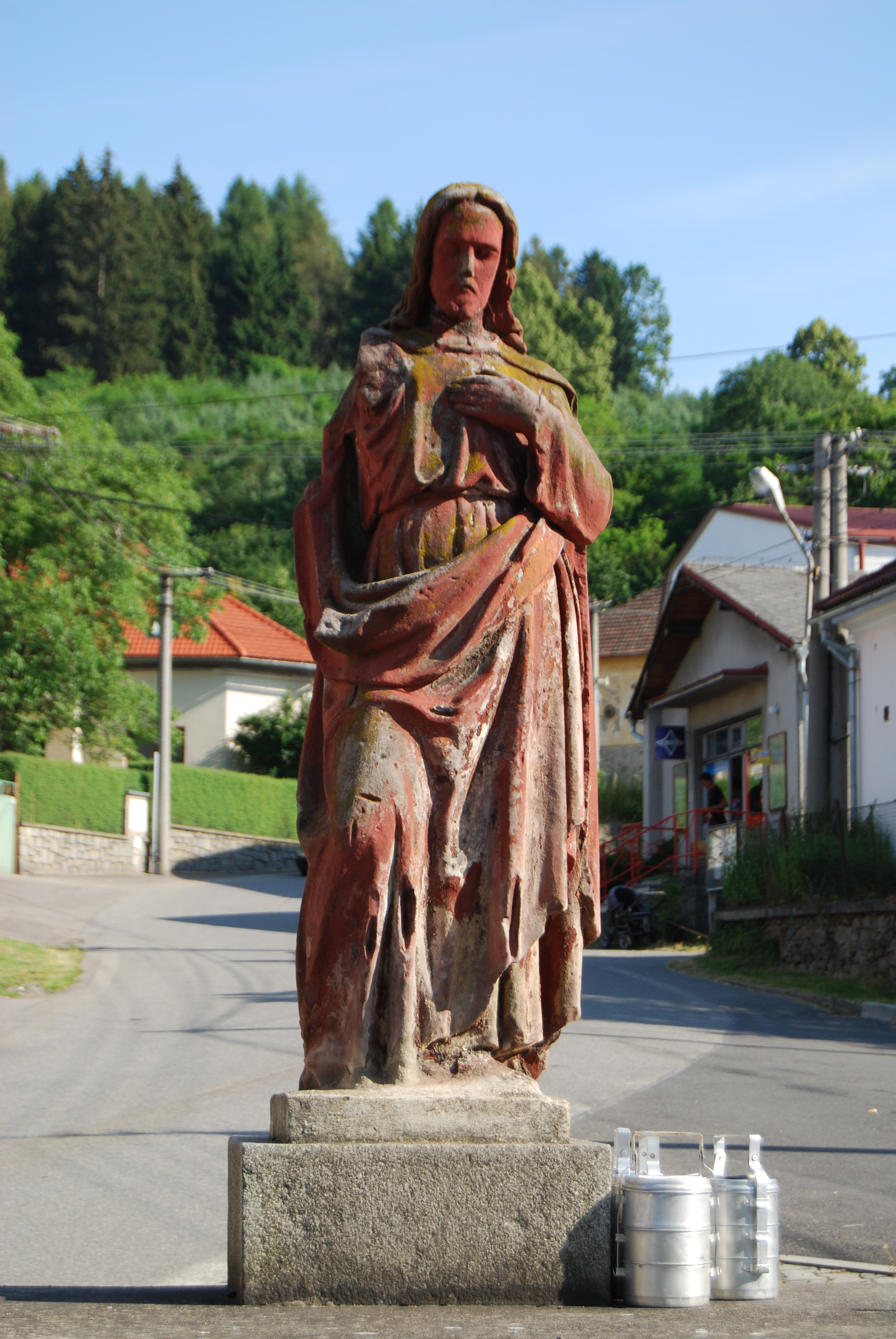
Socha světce
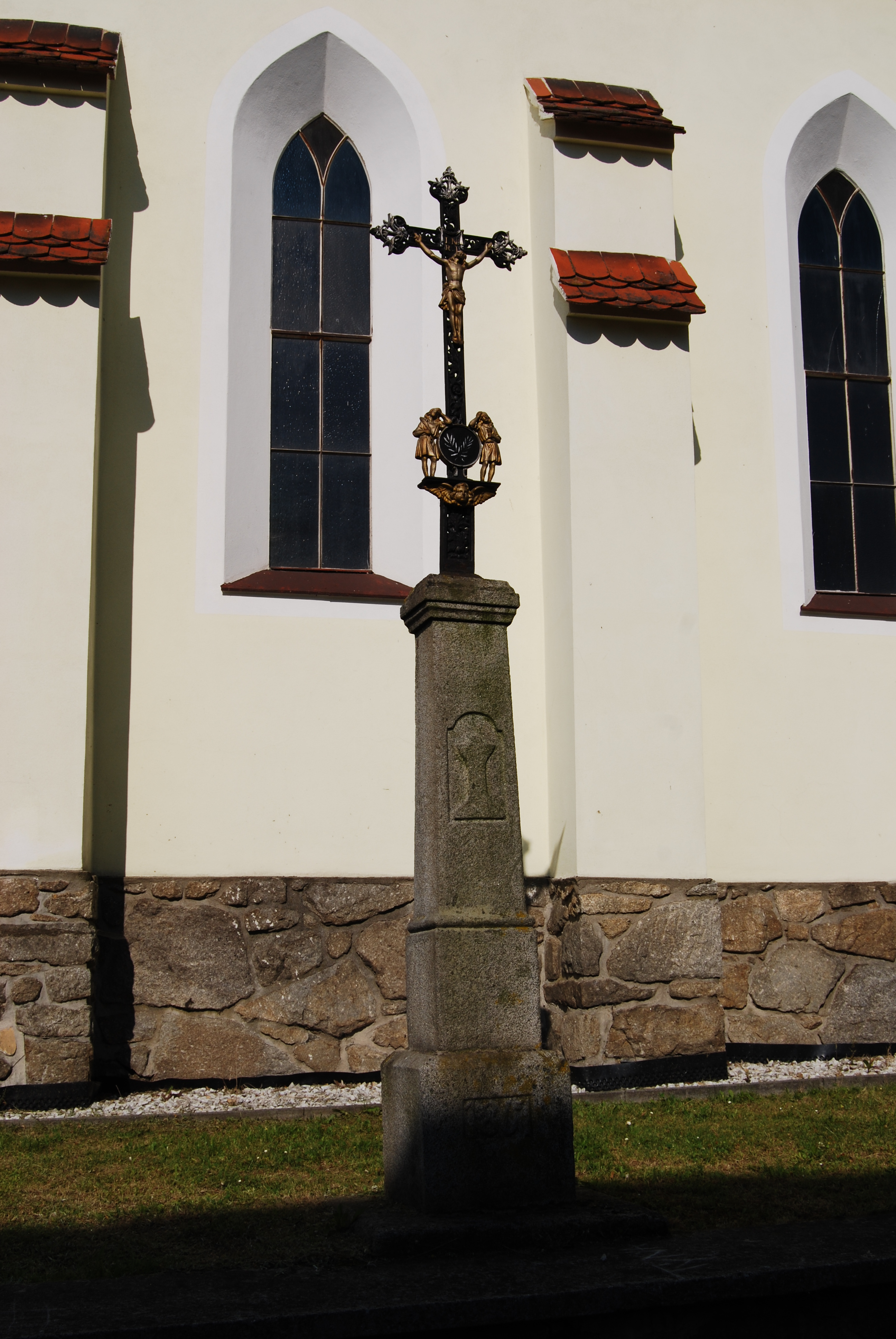
Kříž poblíž kostela
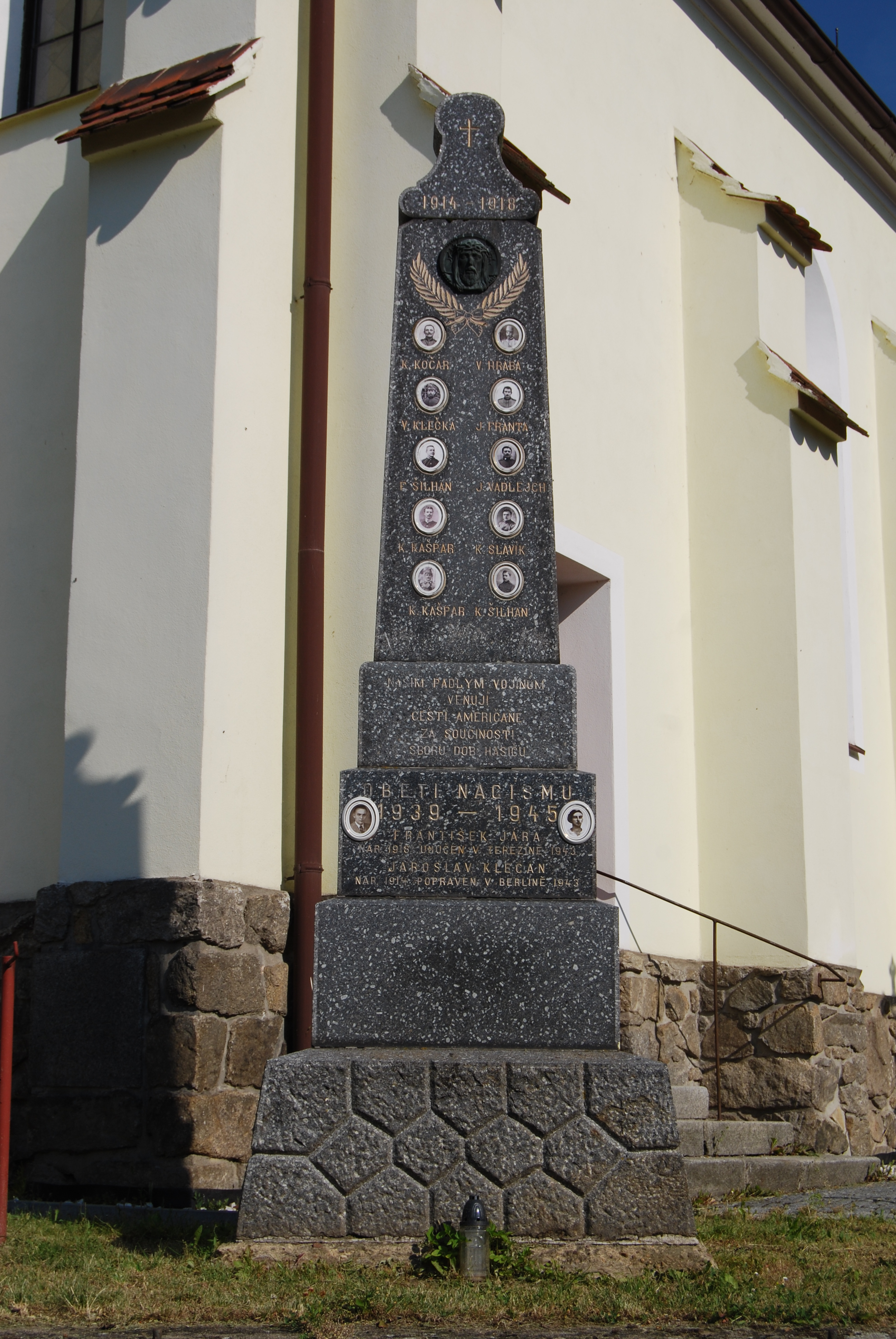
Pomník padlým v obou válkách